# Léon Dupont
Léon Dupont (18 maggio 1881 – Bruxelles, 4 ottobre 1956) è stato un altista e lunghista belga.
Nel 1906 vinse la medaglia d'argento ai Giochi olimpici intermedi nel salto in alto da fermo a pari merito con Lawson Robertson e Martin Sheridan, mentre arrivò quarto nel salto in lungo da fermo e in finale nel salto in alto.
Nel 1908 prese parte ai Giochi olimpici di Londra dove si posizionò ottavo nel salto in alto da fermo e sedicesimo nel salto in alto. Fu in finale nel salto in lungo da fermo.

## Palmarès
| Anno | Manifestazione            | Sede   | Evento                  | Risultato | Prestazione | Note |
| ---- | ------------------------- | ------ | ----------------------- | --------- | ----------- | ---- |
| 1906 | Giochi olimpici intermedi | Atene  | Salto in alto           | finale    | n/d         |      |
| 1906 | Giochi olimpici intermedi | Atene  | Salto in alto da fermo  | Argento   | 1,40 m      |      |
| 1906 | Giochi olimpici intermedi | Atene  | Salto in lungo da fermo | 4º        | 2,975 m     |      |
| 1908 | Giochi olimpici           | Londra | Salto in alto           | 16º       | 1,67 m      |      |
| 1908 | Giochi olimpici           | Londra | Salto in alto da fermo  | 8º        | 1,42 m      |      |
| 1908 | Giochi olimpici           | Londra | Salto in lungo da fermo | finale    | n/d         |      |